# Будинок Глухівського учительського інституту
Будинок Глухівського учительського інституту — будинок другої половини XIX століття, пам'ятка архітектури національного значення (охоронний № 180031/3-Н). Розташований в історичному центрі Глухова Сумської області у дворі нинішнього Глухівського національного педагогічного університету імені Олександра Довженка по вул. Київська, 24.
Входить до складу «Гуманітарно — просвітницького комплексу Глухова», до якого ще належать пам'ятки: «Глухівська чоловіча гімназія» та «Пансіон Глухівської чоловічої гімназії».

## Історія

### Зведення лікарняного будинку
Будівлю учительського інституту почали зводити на початку 1870-х років. Спочатку, це була садибна забудова відомого цукрозаводчика Ніколи Терещенка із ще недобудованими будинками. Восени 1871 року Глухівська повітова управа підготувала пропозицію про її купівлю для розміщення прогімназії, лікарні та богадільні, бо діюча земська лікарня була в занедбаному стані.
Будинки для розміщення прогімназії та земства потребували добудови, а в будівлях для розміщення лікарні й богадільні звели лише фундамент. Сторони домовились про ціну 30 тисяч рублів сріблом. Крім того, Нікола Терещенко погодився на розстрочку в отриманні грошей: в жовтні 1871 року мали заплатити 15 тисяч рублів, і щорічно в жовтні наступних 1872—1874 років виплатити Терещенку ще по 5 тисяч рублів. Згодом платіж 1872 року було перенесено на 1873 рік.
Автором проєкту лікарні, яка згодом трансформувалася в інститут, був архітектор Олександром Гроссом. Плани та креслення були схвалені будівельним відділенням Чернігівського губернського правління та Чернігівським губернатором Олексієм Панчулідзевим. Будівництво приміщення відновилось у лютому 1872 року. На фундаменті лікарні тепер зводили приміщення для прогімназії та інших повітових земських установ. На ці роботи Глухівською повітовою управою було виділено 10 тисяч рублів.
За складеними кошторисами на зведення будівлі було необхідно 25 165 рублів 80 коп. З цієї суми Глухівське земство мало заплатити 2 тисяч рублів «міського капіталу», що знаходився на рахунках у банку. Отримання решти 22865 рублів 80 коп. Глухівська повітова управа сподівалась виклопотати у губернських земських зборів, бо богадільня належала до губернських установ.
Матеріали для спорудження лікарні придбали за глухівськими цінами. Постачанням вапна займалися купецький син Ізраіль Ямпольський, що керував маєтностями Туманського, купець Василій Холопцев, міщанини Оводов та Меєр Кришевич. Цеглу придбали у міщан Дениса Москаленка, Янкеля Кляцкіна, старости Вознесенської церкви Янова та старости Спасо-Преображенської церкви Спановського. Дверну та віконну фурнітуру особисто замовляв у Москві Нікола Терещенко. Облаштуванням кахляних печей опікувалися дворянин Олександр Биков та міщанин Микита Захарченко.
Починаючи з весни і до осені 1872 року звели стіни двох поверхів. Залишалося лише вибудувати з двох сторін карнизи. Для накриття будинку на зиму на землі були складені крокви даху. На ці роботи було витрачено 9551 руб. Комплекс лікарні складався з чотирьох кам'яних будівель. Найбільшим був двоповерховий Г-подібний корпус лікарні. Також зводилося двоповерхове приміщення богодільні, одноповерховий господарський корпус та одноповерховий будинок наглядача. На першому поверсі лікарні розміщувалося жіноче відділення, три палати, кухня, кладова, анатомічний кабінет,  службове приміщення, кімната для арештантів, ванна кімната і туалет. На другому поверсі: чоловіче відділення, три палати, аптека, фельдшерський кабінет, лабораторія, службовий кабінет, палата для арештантів, психіатрія, ванна кімната і туалет. Будинок богодільні мав їдальню, кухню, чотири кімнати на першому та другому поверсі туалети. В одноповерховій господарській будівлі богодільні знаходилася пральня, баня, кладова, льодник.
Для закінчення будівництва приміщення лікарні не вистачало близько 14 тисяч рублів. Глухівське земство сподівалось лише на доходи від сплати податків до бюджету за добування каоліну (так званих «порцелянових операцій»). Але потрібної суми все одно не вистачало.
Під час будівництва будівлі лікарні піднімалося питання небезпечності розміщення чоловічої прогімназії за 8 сажнів (17 метрів) від будівлі лікарні. Адже таке близьке сусідство з хворими могло негативно відбитися на стані здоров'я учнів прогімназії. Проблему вирішувало зведення у будівлі нормальної вентиляції, відокремлених ватер-клозетів. Також проблему б вирішило відділення двора лікарні від прогімназії високою огорожею та посадженими деревами. Вони виділяють кисень і розріджують вуглекислоту, усуваючи поширення шкідливих міазмів, властивих лікарняному закладу.

### Початок будівництва учительського інституту

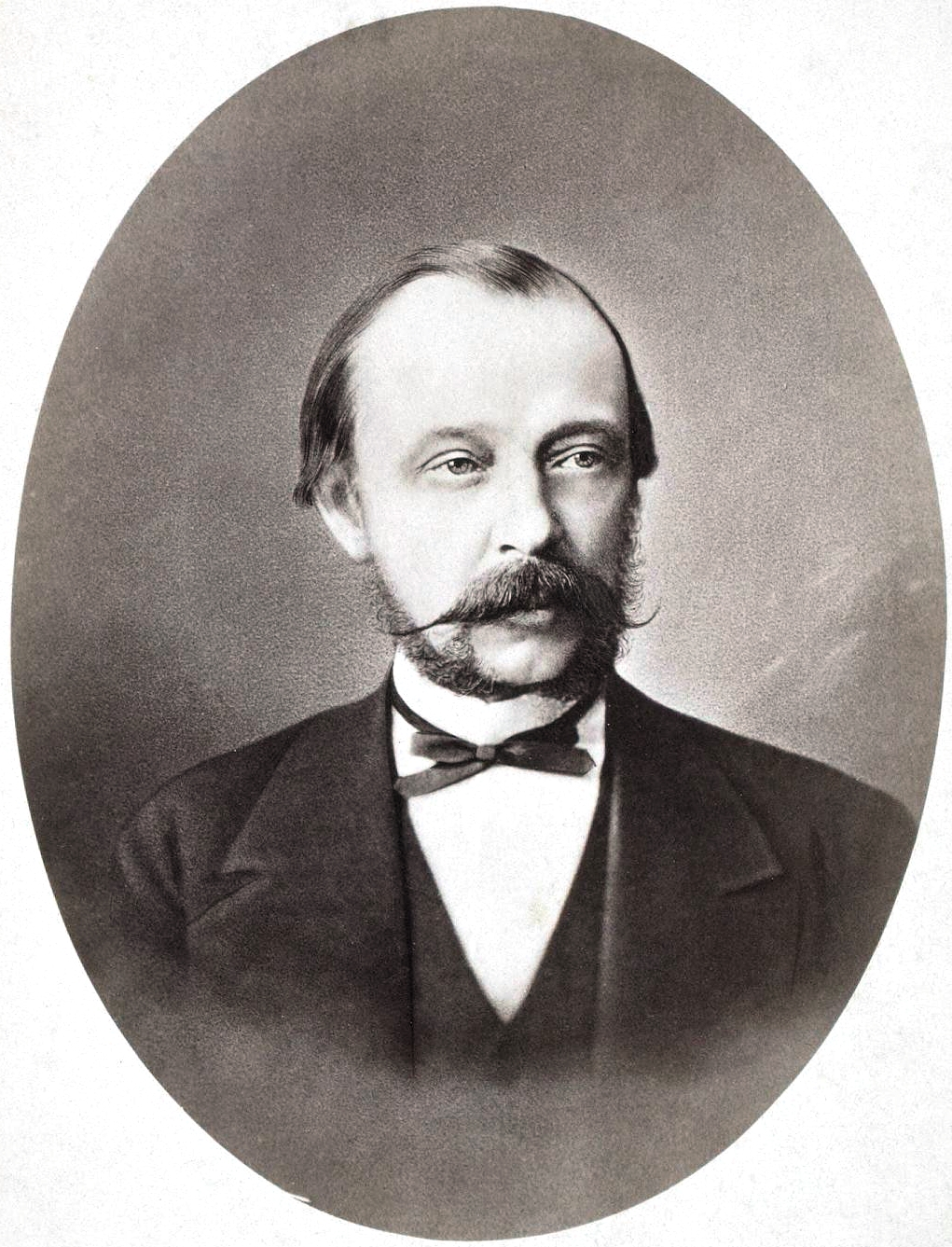
Міністр народної освіти Дмитро Толстой (1887)

У 1873 році Глухів відвідали міністр народної освіти Дмитро Толстой і піклувальник Київського навчального округу. Голова земських зборів Іван Маркович, голова земської управи Федір Красовський і міський голова Нікола Терещенко підняли питання розміщення у Глухові вчительського інституту. Земством для цього було запропоновано недобудований будинок по сусідству з будівлею прогімназії, що призначався для розміщення земської лікарні. Багато клопотав про відкриття учительського інституту також відомий громадський діяч Микола Неплюєв. Перший час, у 1874—1876 роках Глухівський учительський інститут розміщувався в приміщенні будинку Неплюєвих. Крім того, під час будівництва приміщення тимчасові приміщення інституту два роки розміщались в будинках прогімназії, публічної бібліотеки і земського училища.
12 березня 1874 року було ухвалене рішення про заснування в Глухові учительського інституту з трирічним терміном навчання. Навчальний заклад здійснював підготовку вчителів для міських училищ Чернігівської та Полтавської губерній.

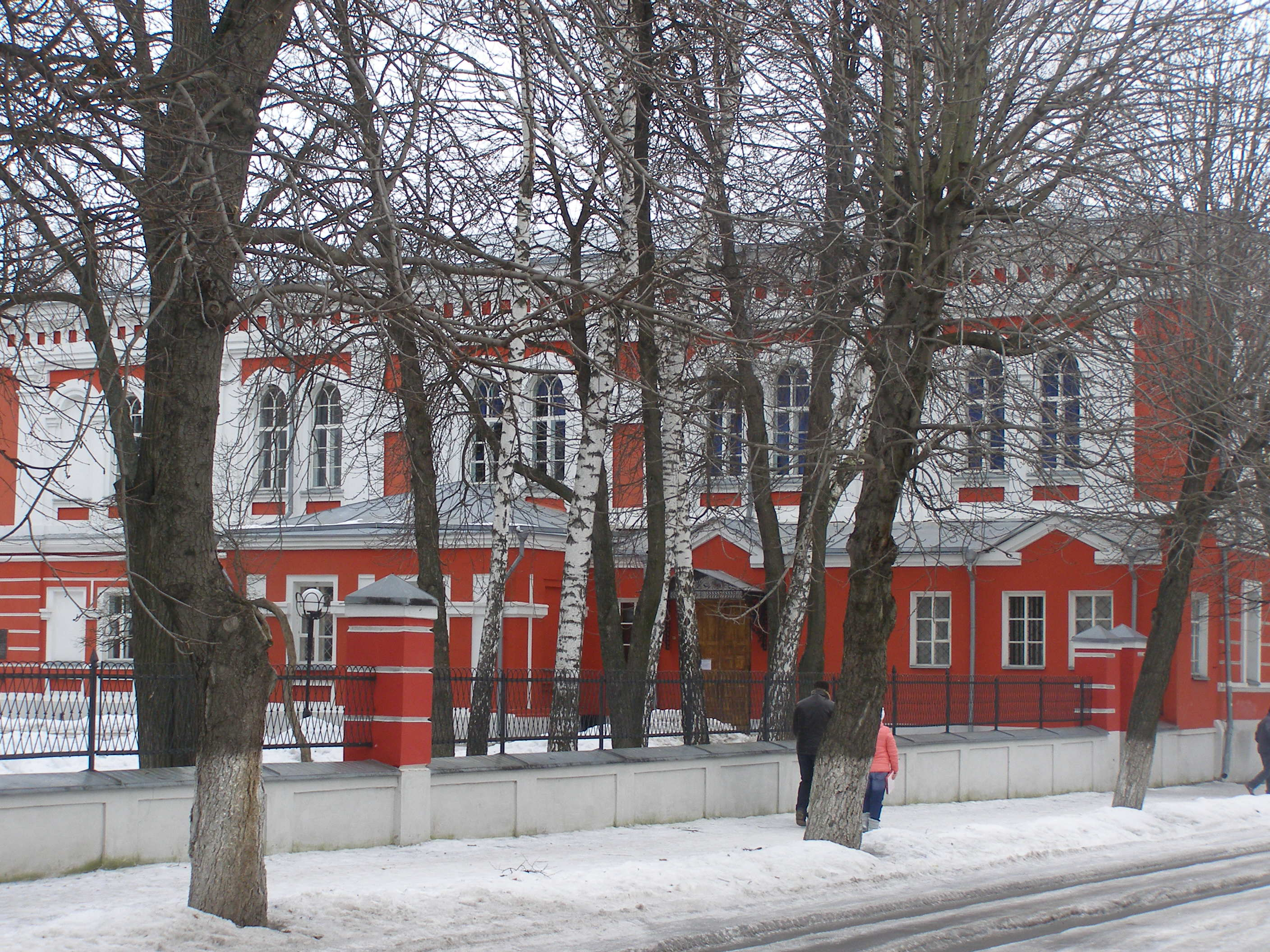
Вид на чоловий (південний) фасад учительського інституту з рогу вулиць Інститутської та Києво-Московської

Таким чином, Глухівське земство розв'язало проблему розміщення земської лікарні поряд з прогімназією і позбулося необхідності добудовувати цей будинок, бо не мало на це коштів. З відкриттям інституту будинок було добудовано вже за кошти міністерства народної освіти. А земству було компенсовано 10 тисяч рублів, раніше витрачених на зведення стін будинку.
Будівлю почали зводити 1874 року на місці з недобудованим мурованим корпусом земської лікарні, яка будувалась з 1870 року та частиною садиби вартістю 20 тисяч рублів. Половину цієї вартості земству компенсувала міська дума. Цей мурований двоповерховий будинок, споруджений у першій половині XIX століття було пристосовано до нових потреб і добудовано з лицевої сторони за проєктом архітектора Павла Шлейфера (1814—1879) у 1874—1876 роках під наглядом молодшого архітектора Федора Тухтєєва. Шлейфер обіймав посаду архітектора Київського навчального округу та входив до складу наглядового комітету з будівництва Глухівського інституту. Але після завершення всіх будівельних робіт, він захворів, тому не зміг приїхати до Глухова для огляду технічного стану інституту. Про це повідомила 11 листопада 1878 року губернському правлінню канцелярія Київського навчального округу. При цьому, зазначалось, що архітектор не брав участі в будівництві споруди, а лише був членом наглядової ради.
У своїй доповідній записці від 18 травня 1879 року архітектор Тухтєєв указував на деякі будівельні недоліки під час спорудження інституту. У триповерховій добудові були помічені тріщини в кам'яній кладці, а сходи на четвертому поверсі були недостатньо міцні, тому могли представляти небезпеку для вихованців, викладачів та всіх, хто користується будинком інституту. Цього ж року архітектор Тухтєєв склав кошторис та кресленик передньої приймальні Глухівського учительського інституту.

### Функціонування педагогічного вишу
Про створення Глухівського учительського інституту повідомлялось у «Циркулярі по управлінню Київським навчальним округом» № 8 від серпня 1874 року. Першим його директором став інспектор народних училищ Київської, Подільської та Волинської губерній Київського навчального округу колезький радник Олександр Бєлявський. Він був учнем відомого педагога Костянтина Ушинського. На посаді директора інституту Олександр Бєлявський перебував двадцять років.
21 вересня 1874 року відбулося офіційне відкриття Глухівського учительського інституту. До інституту приймали лише чоловіків, які закінчили учительські або духовні семінарії чи гімназії. Втім, навіть після закінчення вчительського інституту не можна було вступити до вищих навчальних закладів. Заняття розпочались 25 жовтня 1874 року.
Обладнання власного інститутського будинку було завершено у 1877 році. У 1878—1879 роках над тильною частиною старого будинку надбудовано третій поверх. У 1903—1904 роках інститут розширено добудовою до тильної частини корпусу. Попечитель інституту Семен Терещенко виділив близько 9000 рублів на відкриття у приміщенні інституту теплої домової церкви в ім'я святителя Дмитра Ростовського (Данила Туптала). У наш час розміщується конференц-зал та історико-педагогічний музей (до 1999 року — актова зала).
У 1909 році новим директором було призначено Митрофана Григоревського (1909—1913 роки). За короткий час приміщення інституту відремонтували й облаштували його територію та звели огорожу. Почав виходити «Щорічник Глухівського учительського інституту». Розвиток інститут та його благоустрій зупинила перша світова війна.
Щорічно в учительському інституті навчалось 75 студентів-хлопців. Тут отримали вищу освіту чимало видатних діячів: російський письменник, академік Сергій Сергєєв-Ценський, український кінорежисер Олександр Довженко, українські письменники Степан Васильченко, Олексій Палажченко, Олексій Столбін, українські вчені-педагоги Михайло Богданович, Микола Вашуленко та багато інших.
1925 року інститут було перетворено на педагогічний технікум, у 1930 році — на інститут соціального виховання, 1937 року — на учительський інститут. 
З початком німецько-радянської війни у приміщенні інституту було сформовано евакошпиталь № 1955 (ЕШ) Харківського військового округу. Його начальником був призначений лікар В. В. Михайловський. Шпиталь був розрахований на 200 ліжок, кількість яких довелося збільшити чи не вп'ятеро.  
У 1954 році виш реорганізований у Глухівський педагогічний інститут. 1976 року педінституту присвоєно ім'я Сергія Сергєєва-Ценського, а 2008 році вже педагогічному університетові — Олександра Довженка. Статус педагогічного університету заклад вищої освіти одержав у травні 2001 року, а статус національного - Указом Президента України від 1 жовтня 2009 року №792/2009 за загальнодержавне і міжнародне визнання результатів діяльності Глухівського державного педагогічного університету імені Олександра Довженка, його вагомий внесок у розвиток національної освіти і науки. Весь час — це перший (історичний) навчальний корпус педагогічного вишу.

## Опис

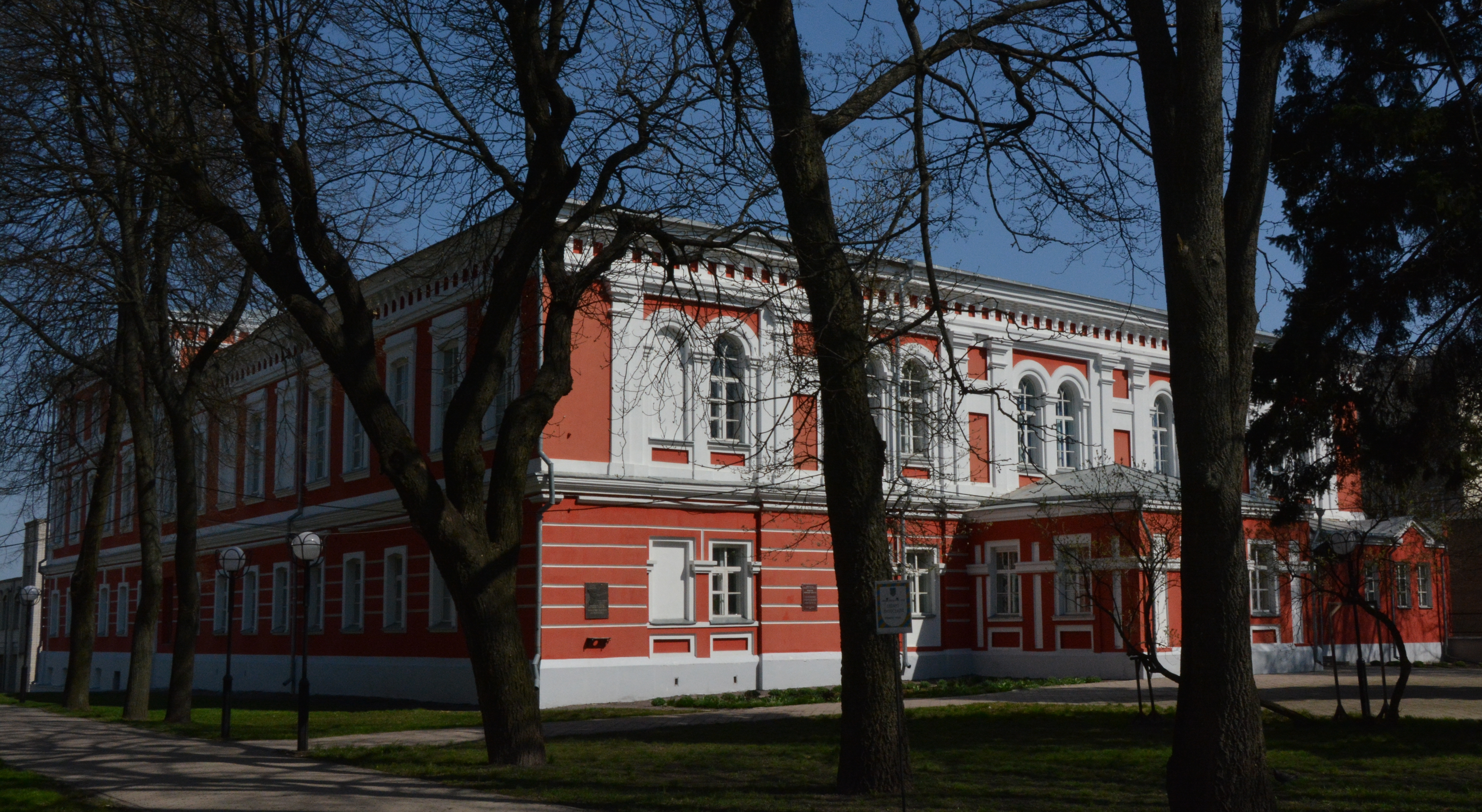
Вид на західний та південний фасади учительського інституту (з боку гімназії)

Двоповерховий мурований будинок розташований на подвір'ї гімназії біля головного навчального корпусу в східній частині Глухівського національного педагогічного університету імені Олександра Довженка. Його площа 2213,4 м² Південний чоловий фасад направлений у бік вулиці Києво-Московської, від якої корпус відділяє парк. А фасадами бічних крил — на червону лінію забудови вулиці Інститутської. І тому вона має таку історичну назву.
Корпус мурований, на підвалі. Незважаючи на різночасовість побудови окремих частин (1876, 1878—1879 та 1903—1904 рр.), споруда, що зведена на основі двопролітної конструктивної схеми, з трьома поздовжніми несучими стінами в кожному крилі, вирішена в єдиному стилістичному ключі — у формах неокласицистичного напрямку історизму.
Споруда має П-подібну структуру із симетричним чоловим фасадом. Вхідний одноповерховий ризаліт-тамбур, прибудований пізніше, акцентує вісь. Основна частина будівлі має коридорне розпланування, з однобічним розташуванням приміщень. Хоча, тильне рамено є багатокамерним і подібним до анфіладного.
Перший поверх декорований плоским дощатим рустом. Фасадні площини другого поверху мають розвинену пластику. Високі аркові вікна спарено як і пілястри з нішами, що їх розділяють. Фасад вінчає розвинений антаблемент із фризом кронштейнів і тонко профільованим карнизом.
Перекриття плоскі по дерев'яних балках. Підлоги дощаті. Сходи по сталевих косоурах. Після зведення будівлі опалення було пічним, а за періоду радянської влади перероблене на водяне централізоване. Дах вальмовий, по дерев'яних кроквах, укритий покрівельною сталлю. Пофарбування фасадів традиційно двоколірне: червоне тло, білі деталі. Первісно фасад був побілений.

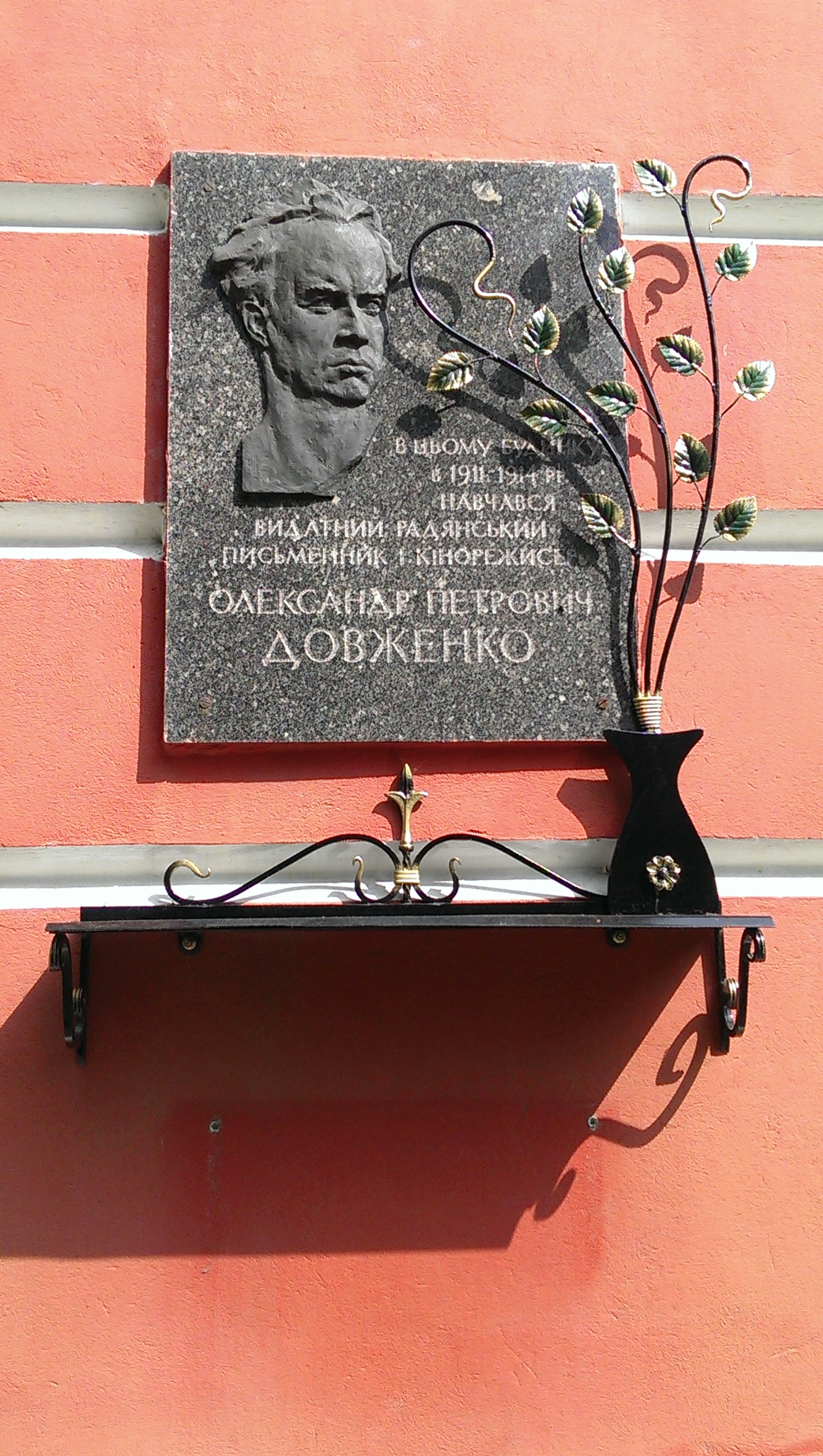
Меморіальна дошка на фасаді будівлі на честь Олександра Довженка (1894—1956)

На чоловому фасаді корпусу встановлені меморіальні дошки на честь Олександра Довженка, Степана Васильченка і Сергія Сергєєва-Ценського. Зокрема, про своє навчання майбутній кінорежисер писав у своєму «Щоденнику»:
|  | «Я згадую Глухів і свою романтичну юність (...) Учительський мій інститут… стоїть переді мною як живий, білий, чистий, зі штамбовими трояндами і посипаними жовтим пісочком доріжками саду. Пам'ятаю домову інститутську церкву, в якій я, 17-річний юнак, стояв на колінах перед аналоєм…» |

## Охорона
Будинок Глухівського учительського інституту у 1988 році було поставлено на державний облік, як пам'ятку архітектури місцевого значення з охоронним № 114-См.
Постановою Кабінету Міністрів України від 20 липня 2011 року за № 814 також планувалось Державною цільовою програмою збереження культурної спадщини та розвитку туристичної інфраструктури м. Глухова Сумської області на 2012—2016 роки виконання робіт з реставрації, ремонту, пристосування, консервації, реабілітації та музеєфікації об'єктів культурної спадщини, упорядження зон охорони пам'яток, серед яких і будинок Глухівського учительського інституту.
У 2012 році за рішенням Кабінету Міністрів України пам'ятка отримала статус об'єкту культурної спадщини національного значення і була внесена до Державного реєстру нерухомих пам'яток України під № 180031/3-Н
У травні 2021 року будинок Глухівського учительського інституту увійшов до переліку проєктів з реставрації, консервації, ремонту пам’яток культурної спадщини, у тому числі замках, інших фортифікаційних, оборонних, палацово-паркових комплексах, сформований з урахуванням рейтингу, що взяли участь у відборі в рамках проекту «Велика Реставрація», сформованих міністерством культури та інформаційної політики України у межах президентської програми «Велике будівництво». Об'єкт під назвою «Реставрація пам’ятки архітектури та містобудування національного значення (охорон. № 18007-Н) «Будинок Глухівського учительського інституту» по вул. Києво-Московській,24 у м. Глухові Сумської обл.» набрав 51,8 бала (найбільше серед всіх об'єктів Сумщини) та зайняв 75-е місце з-поміж 109 проєктів, допущених до програми.